# Šmartno v Rožni dolini
Šmartno v Rožni dolini este o localitate din comuna Celje, Slovenia, cu o populație de 294 de locuitori.